# Francisco de Andrade
Francisco de Andrade (Lisboa, c. 1540 — 1614) foi um historiador, cronista, e poeta português, autor do poema épico O primeiro Cerco de Diu (1589).
Filho de Francisco Álvares de Andrade, fidalgo, e de Isabel de Paiva, estudou humanidades, e cultivou a poesia desde cedo. Francisco de Andrade ocupou o posto de Guarda-Mor da Torre do Tombo, e de Cronista-Mor do Reino, e levou uma vida tranquila, até à sua morte, em 1614. Foi Provedor da Santa Casa da Misericórdia de Almada em 1579–80, 1584–85, 1586–87, 1589–90, 1592–93, 1596–97 e 1607–08. Francisco de Andrade era irmão do teólogo Diogo de Paiva de Andrade, teve um filho com um mesmo nome, que também foi Provedor da Santa Casa da Misericórdia de Almada. 
A sua epopeia, O primeiro Cerco de Diu (Coimbra, 1589), em 20 Cantos e oitava rima, é descrita como "o Poema que mais se aproxima, de longe embora, dos Lusíadas pela pureza e louçania da linguagem, acisado das sentenças, elegância do estilo, e sonora facilidade da versificação."  Segundo José Maria da Costa e Silva, esta epopeia é "de muito valor pelas muitas belezas de linguagem, estilo, e imaginação, que nela se contém".

## Obras
De acordo com o Catálogo dos Livros publicado pela Academia Real das Sciencias de Lisboa (Lisboa, 1799).
- Crónica do muito Alto, e muito Poderoso Rei destes Reinos de Portugal D. João III: deste nome. Lisboa, por Jorge Rodrigues. 1613. Fol.
- O primeiro Cerco, que os Turcos puseram à Fortaleza de Diu. Poema Heróico. Coimbra, 1589. 4.º
- Instituição del-Rei N. Sr. Lisboa, por Francisco Correa. 1565. 12.º [é tradução em verso da Latina, que fez Diogo de Teive.]
- Crónica do valeroso Príncipe, e invencível Capitão Castrioto. Lisboa, por Marcos Borges. 1567. Fol. [é traduzida do latim de Martinho Barlesio.]
- Filomena de S. Boaventura. Lisboa, por German Galharde. 1566. 24.º vers. [sem o seu nome.]